# Саут Хадли
Саут Хадли (на английски: South Hadley, звуков файл и буквени символи за произношение ) е град в окръг Хампшър, Масачузетс, Съединени американски щати. Основан е през 1659 г. и се намира на левия бряг на река Кънектикът. Населението му е 18 150 души (1 април 2020).

## Личности
Родени
- Джордж Мийд (1867-1931), философ